# Zoveel tegenslagen
Zoveel tegenslagen is een lied van de Nederlandse rapper JoeyAK in samenwerking met de Nederlandse rapper Henkie T. Het werd in 2021 als single uitgebracht en stond in hetzelfde jaar als zevende track op het album Bodemboy van JoeyAK.

## Achtergrond
Zoveel tegenslagen is geschreven door Gianni van den Brom, Benjamin Lasnier, Joël Hoop en Henk Mando en geproduceerd door Niaggi en Benjamin Lasnier. Het is een nummer dat past in de genres nederhop en trap. In het lied rappen de artiesten over de obstakels die ze hebben moeten overwinnen en hun doorzettingsvermogens op hun pad naar succes. 
Het is niet de eerste keer dat de twee artiesten met elkaar samenwerken. Dit deden zij eerder al op Snelle jongen dunne jasje. In 2022 herhaalden zij de samenwerking nogmaals op Ghetto baby.

## Hitnoteringen
De artiesten hadden bescheiden succes met het lied in Nederland. Het stond op de 88e plaats van de Single Top 100 in de enige week dat het in deze hitlijst te vinden was. De Top 40 en haar Tipparade werden niet bereikt.